# 1337
1337 (MCCCXXXVII) fue un año común comenzado en miércoles del calendario juliano.

## Acontecimientos
- 13 de marzo:[1] Eduardo "el Príncipe Negro" funda el Ducado de Cornualles. Dicho ducado continúa existiendo en Inglaterra hasta la actualidad.
- 24 de mayo:[2] Como respuesta a los reclamos de Eduardo III de Inglaterra sobre el trono francés, Felipe IV de Francia invade el Ducado de Aquitania (entonces posesión inglesa). Inicia la Guerra de los Cien años.
- 7 de octubre: Inglaterra declara la guerra a Francia.
- Noviembre: Batalla de Cadzand. Los ingleses derrotan a la flota francesa, pero se retiran poco después.

Fecha desconocida
- Victoria del Imperio Otomano en el Sitio de Nicomedia. El Imperio Romano Oriental pierde su último territorio en Asia Menor. Para este punto, el Imperio solo mantiene territorios alrededor de Constantinopla y el Peloponeso.[3]
- Jaime III de Mallorca publica las Leyes Palatinas.
- Maghan asciende al trono del Imperio de Malí.

## Nacimientos
- 25 de febrero: Venceslao I de Luxemburgo.
- Luis II de Borbón, noble francés.
- Jean Froissart, cronista francés.
- Jeong Mong-ju, ministro coreano.

## Fallecimientos
- 8 de enero: Giotto, pintor italiano.
- 7 de junio: Guillermo I de Henao, político francés.